# 聖家族と幼児洗礼者聖ヨハネ (プッサン)
『聖家族と幼児洗礼者聖ヨハネ』（せいかぞくとようじせんれいしゃせいヨハネ、独: Die Heilige Familie mit dem Johannesknaben、英: The Holy Family with the Infant Saint John）は、17世紀フランスの画家ニコラ・プッサンが1628-1629年ごろ、キャンバス上に油彩で制作した絵画で、画家のローマ滞在の初期に描かれた聖家族の絵画中、ヴィンタートゥールのアム・レメルホルツ (オスカー・ラインハルト・コレクション) にある『聖家族』とともに最もよく知られている。かつて、ピアソン (Pearson)・コレクションにあったことから、『ピアソンのマドンナ』とも呼ばれる。作品は1927年にピアソン・コレクションから売却され、一時、ティッセン＝ボルネミッサ・コレクションに入ったが、現在、カールスルーエ州立美術館に所蔵されている。

## 作品
本作とヴィンタートゥールの『聖家族』は縦長の形式で、『階段の聖家族』 (クリーブランド美術館、ワシントン・ナショナル・ギャラリー) などの1640年代のプッサンの聖家族図とは異なっている。これら2作品は軽快な精神で描かれており、色彩も非常に生き生きとして輝かしい。本作に見られる垂直線と対角線の交錯した作用、さらに画面を上下にほぼ等しく二分割して、下部に主要人物を配置する構図などは初期バロック絵画の典型である。
聖ヨセフは聖母子の背後におり、読書をしている。画面前景右側で幼児イエス・キリストに接吻しているのは、幼い洗礼者ヨハネである。彼らは、溝彫りのある円柱と大理石の台座の一部が残っている古代神殿の廃墟の近くに座っている。本作で、この円柱は唯一の古典的な暗示である。上述のように構図自体は明らかにバロック的な反古典主義的なものであり、プッサンが1624年にヴェネツィアを訪れる以前に北イタリアで流行していた様式に非常によく似ている。
この絵画の構成は、プッサンの同時期の絵画『アナクレオンの霊感』 (1620年代末、ニーダーザクセン州立美術館 (ハノーファー) にきわめて近い。両作品はともに片側に大きな木があり、その反対側の小さな空間がはるか遠方に向かって開かれている。プッサンは、16世紀ヴェネツィア派の巨匠ティツィアーノからこの手法を取り入れて、この時期にしばしば用いている。

## ギャラリー

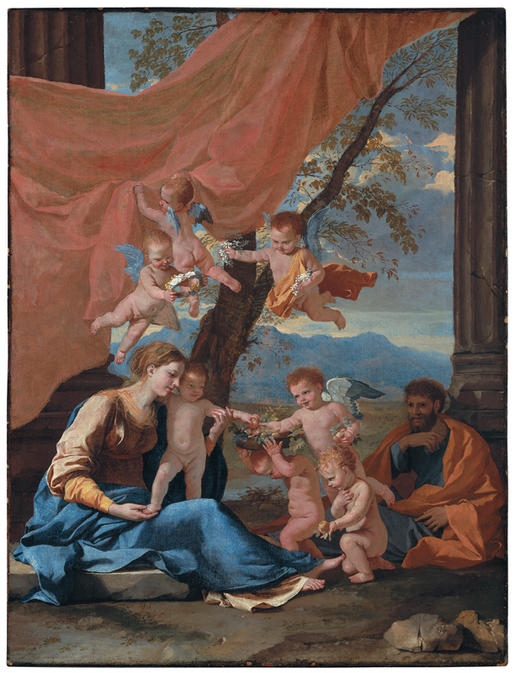
プッサン『聖家族』 (1630年ごろ)、アム・レメルホルツ（英語版）、ヴィンタートゥール
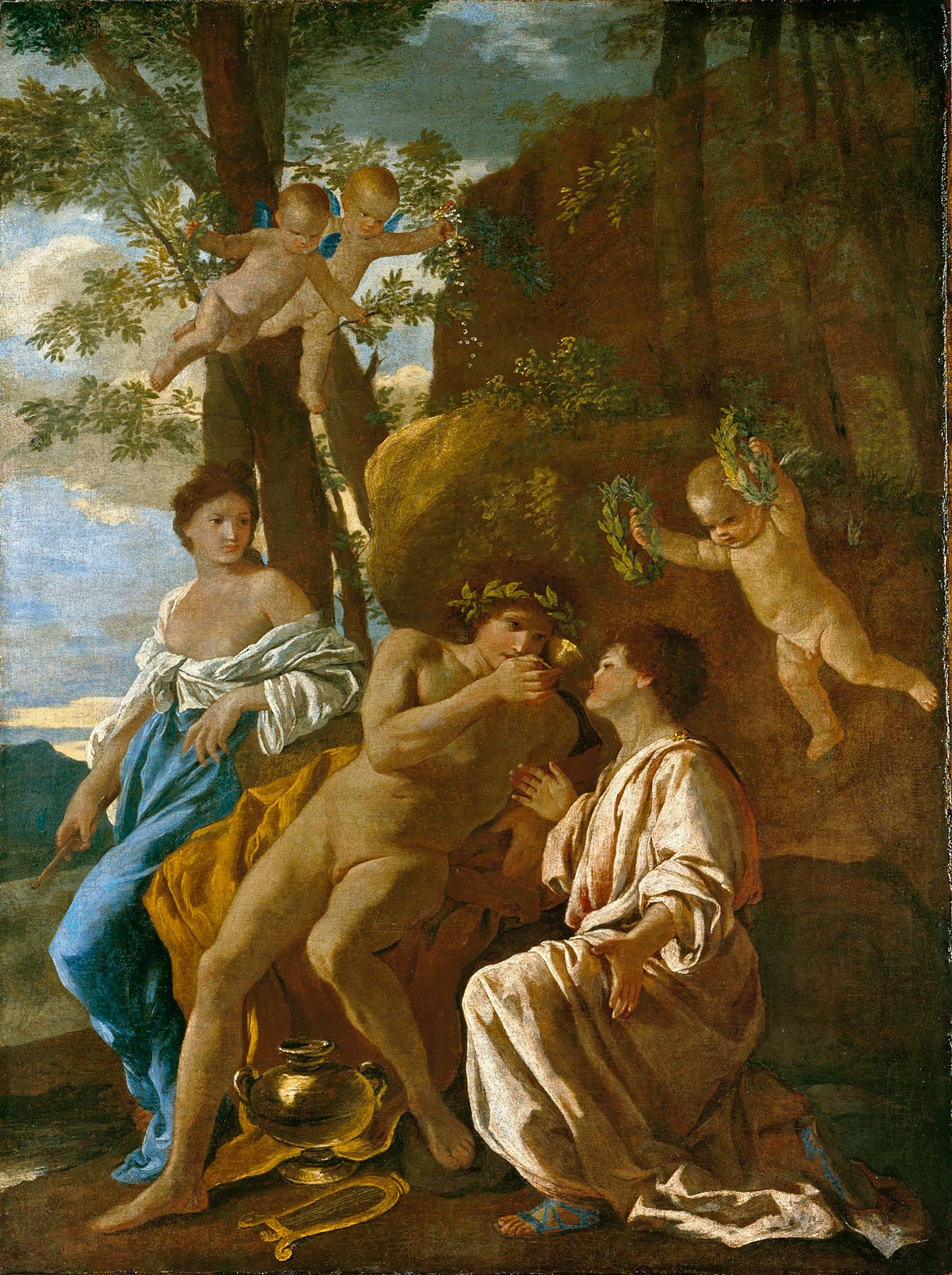
プッサン『アナクレオンの霊感』 (1620年代末)、ニーダーザクセン州立美術館（英語版）、ハノーファー